# فيكتوريو مانشون
فيكتوريو مانشون إستيبان ( مليلية ، 29 أكتوبر 1929 - أوفيدو ، 9 مارس 1969) كان رسامًا إسبانيًا .

## سيرة
وُلِد فيكتوريو مانشون في مليلية (مدينة إسبانية تقع في شمال أفريقيا ) عام 1929، في شارع كارلوس الخامس، في حي الصناعي. وهو الابن الأصغر للزواج الذي عقده أنطونيو مانشون روبيو وروزاريو إستيبان أفيليز.
أظهر منذ طفولته حماسًا وموهبة للرسم، فبدأ تدريبه في مدرسة الرسم البلدية.

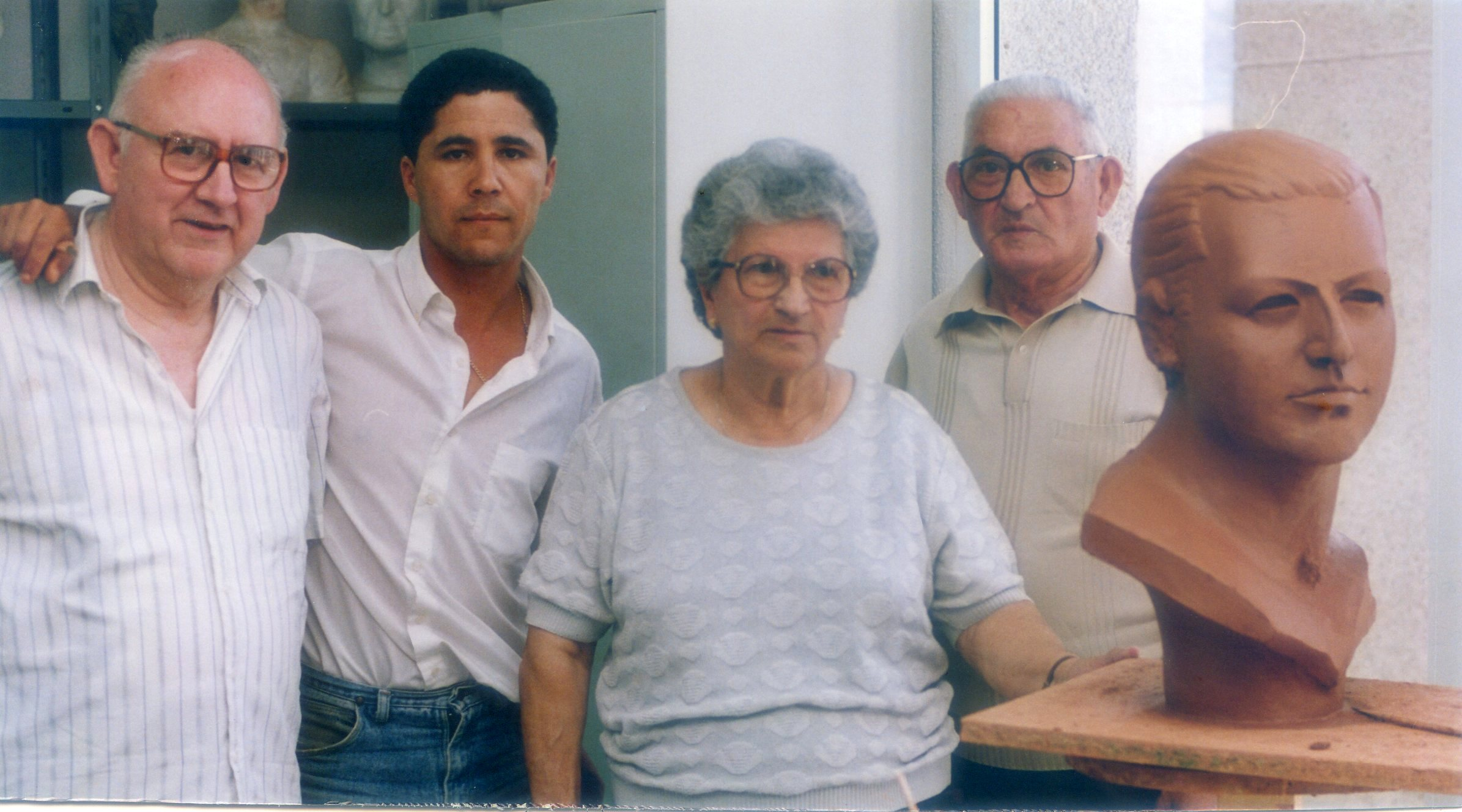
فرانسيسكو كارمونا، باحث في تاريخ مليلية؛ مصطفى عروف ، نحات التمثال النصفي؛ بيلار مانشون، شقيقة فيكتوريو مانشون، وخوسيه سوريانو، زوج بيلار. مايو 1992

بعد وفاة والديه في عام 1946، وبعد الانتهاء من خدمته العسكرية، انتقل مانشون إلى وجدة ، التي كانت آنذاك تحت الحماية الفرنسية في المغرب . وبعد عامين عاد إلى مليلية، حيث استأنف شغفه الفني، وباعتباره رسامًا مائيًا مستقلاً - في فترة ما بعد الحرب الصعبة - فقد تولى هذا العمل، نظرًا للتقدم الذي أحرزته الفنون الرسومية، سواء كملحن لافتات، أو رسام ملصقات أفلام، أو مزين واجهات المتاجر واللوحات الجدارية في الأماكن التجارية، وكذلك كرسام.
في ذلك الوقت، التحق بمدرسة الفنون والحرف في مليلية، حيث التقى في عام 1951 بإدواردو مورياس ، الذي سافر معه إلى هويسكا بعد خمس سنوات والتقطا بفرشاتهما، باستخدام تقنية الألوان المائية، زوايا ومناظر طبيعية لمدنها: ساباييس ، كاستيجون دي سوس ، بيراروا ، بيناباري ، سابينانيغو وجراوس ، والتي عرضوها بعد عام.
وقد أتاحت له زياراته، في ذلك الوقت، للمعارض والمتاحف الوطنية فرصة التعرف على إبداعات أساتذة الرسم بالألوان المائية العظماء، فيسينتي باستور كالبينا - الذي قال بعد عشر سنوات إن مانشون كان أحد أفضل رسامي الرسم بالألوان المائية في إسبانيا - وسيفيرينو أوليفي ، الذي كان له تأثير كبير على عمله.
وفي عام 1959 انتقل إلى بينيريس دي ألير في أستورياس ، وهي المنطقة التي عاش فيها حتى وفاته. وفي أوائل ستينيات القرن العشرين، بدأ عرض أعماله على المستوى الوطني.
عرض فيكتوريو مانشون أعماله في مسقط رأسه، في أوفييدو ، خيخون ، ميريس ، مدريد ، سرقسطة وبلباو . كانت موضوعات أعماله تتعلق في البداية بمليلية والريف وبيئات المغرب العربي ، ثم بالمناظر الطبيعية الداخلية والمناظر البحرية الأستورية، والتي صورها بضربات واثقة وسريعة وعفوية ولونية مكثفة. يضم متحف "كاسا ديل ريلوخ" في مليلية حاليًا أعمال الرسام، التي تشكل جزءًا من التراث الفني للمدينة.

## المعارض
فرادى
- وفد المعلومات والسياحة 1959. مليلية (15-22 يوليو).
- 1960 "مشاهد ومناظر طبيعية من المغرب". قاعة بايلو، سرقسطة (1 إلى 10 يونيو).
- 1960 مجلس مدينة مليلية ووزارة الإعلام والسياحة (29 يوليو إلى 6 أغسطس).
- صالونات المعكرونة 1964. مدريد (مارس).
- صالونات المعكرونة 1965. مدريد (يناير).

الجماعات
- 1947 "معرض رسامي الألوان المائية من إسبانيا والبرتغال". قاعات وزارة الخارجية. لشبونة. من تنظيم مجلس العلاقات الثقافية بالوزارة بالتعاون مع هيئة الإمارات للهوية د. أ. (الجمعية الإسبانية لرسامي الألوان المائية).
- 1955 المعرض الفني الجماعي الإقليمي الثالث لنقابة التعليم والترفيه. مليلية (ديسمبر).
- مسابقة المعرض الفني لعام 1956. مجلس مدينة مليلية (سبتمبر).
- 1957 عمل النقابات العمالية في مجال التعليم والترفيه. مليلية (يوليو)
- 1958 المعرض الجماعي للمعارض. مجلس مدينة مليلية (سبتمبر).
- المعرض الوطني الحادي عشر للفنون 1958. اتحاد العمل التربوي والترفيهي. بلد الوليد.
- قسم النساء 1958. وفد وزارة الاعلام والسياحة. مليلية (13-20 ديسمبر).
- معرض جماعي 1959. مجلس مدينة مليلية (سبتمبر).
- 1959 الوفد الإقليمي للمعلومات والسياحة (21 إلى 27 ديسمبر)
- معرض الرسامين الأفارقة 1960. مدريد.
- معرض جماعي للفنون 1960. مليلية (سبتمبر).
- 2009 رسامي مليلية العظماء . قاعة المعارض فيكتوريو مانشون. مليلية (معرض بعد الوفاة).

## الجوائز والأوسمة
في عام 1992، وبتشجيع من مجلس مدينة مليلية، وبدافع أولي يتمثل في تسمية مدرسة الفنون البلدية باسم فيكتوريو مانشون، أنشأ النحات مصطفى عروف تمثالًا نصفيًا للرسام، والذي سيتم وضعه لاحقًا، في عام 1994، في قاعة العرض التابعة لمركز UNED في مليلية، والذي يحمل اسمه.
الأكسما. في 18 مارس 2005، وافقت الجمعية البلدية لمدينة مليلية على إجراءات تسمية الطريق الواقع في شارع بينتور فيكتوريو مانشون.